# Boynton Beach
Boynton Beach è un comune degli Stati Uniti d'America situato nella parte meridionale della Contea di Palm Beach dello stato della Florida.
Secondo le previsioni del 2011, la città ha una popolazione di 68.217 abitanti su una superficie di 42,1 km².